# 神林バスストップ
神林バスストップ（かんばやしバスストップ）は、長野県松本市の長野自動車道上にある高速バス停留所。
本停留所に停車する高速バスは、旅客案内上の停留所名を「長野道神林」と案内している。

## 停車する路線
- 松本 - 新宿線（中央高速バス、アルピコ交通・京王バス）
長野道広丘野村 - 長野道神林 - 松本インター前
- 飯田 - 長野線（みすずハイウェイバス、アルピコ交通・伊那バス・信南交通）
長野道広丘野村 - 長野道神林 - 長野道松本
- 松本 - 名古屋線（中央道高速バス、アルピコ交通・名鉄バス）
長野道広丘野村 - 長野道神林 - 松本インター前
- 長野 - 名古屋線（中央道高速バス、アルピコ交通・名鉄バス）
長野道広丘野村 - 長野道神林 - 長野道松本
- 松本 - 大阪（梅田）線（アルペン松本号、アルピコ交通・阪急バス）
長野道広丘野村 - 長野道神林 - 松本インター前
- 長野（松本）- TDR・成田空港線（アルピコ交通・成田空港交通）
長野道広丘野村 - 長野道神林 - 松本インター前

## バス停へのアクセス
- 松本バスターミナルからぐるっとまつもとバス空港・今井線または大久保工場団地線で約20分、「神林高速バス停前」下車、徒歩約5分。
- アルピコ交通ではパークアンドライド用駐車場を設けている（130台）。回数券は長野道広丘野村と共通[1]。